# Euphonia imitans
Euphonia imitans е вид птица от семейство Чинкови (Fringillidae).

## Разпространение
Видът е разпространен в Коста Рика и Панама.